# Pachydactylus parascutatus
Espèce
Pachydactylus parascutatus est une espèce de geckos de la famille des Gekkonidae.

## Répartition
Cette espèce est endémique de la région de Kunene en Namibie.

## Description
C'est un gecko insectivore.

## Publication originale
- Bauer, Lamb & Branch, 2002 : A revision of Pachydactylus scutatus (Reptilia: Squamata: Gekkonidae) with the description of a new  species from northern Namibia. Proceedings of the California Academy of Sciences, vol. 53, n. 3, p. 23-36 (texte intégral).